# Richard Parke
Richard Averell („Dick“) Parke (* 13. Dezember 1893 in Staten Island, New York; † 23. August 1950 in St. Moritz, Schweiz) war ein US-amerikanischer Bobfahrer.
Parke war Student an der Cornell University. Nach dem Abschluss des Studiums im Jahr 1916 diente er im Ersten Weltkrieg als Infanterieoffizier an der Westfront in Frankreich. Später verbrachte er jedes Jahr seinen Winterurlaub in St. Moritz und stieß so auf die amerikanische Bobmannschaft. Parke nahm dort an den Olympischen Winterspielen 1928 teil und gewann mit dem Fünferbob die Goldmedaille. Er ließ sich endgültig in St. Moritz nieder und war unter anderem als Präsident des örtlichen Skiclubs tätig.